# Orjoli börtön
Az orjoli börtön büntetés-végrehajtási intézet volt az oroszországi Orjolban. Az 1840-es években épült.
Egy időben szovjet koncentrációs tábor, majd a területnek a náci Németország által történt elfoglalása után, 1941. október és 1943. június között német koncentrációs tábor volt.
1951 húsvétján nyilatkozta a börtönről egy egykori fogoly, Latkovska Wojtuskiewicz: „a tábor az igazi pokol volt”.

## Nevezetes rabok
- Feliksz Edmundovics Dzerzsinszkij (1915–1916)
- Marija Szpiridonova
- Varvara Jakovleva
- Dietrich von Saucken
- Michael Kitzelmann
- Christian Rakovsky
- Olga Kamenyeva
- Jan Kwapiński
- BP Zhadanovsky (1912-14)
- Grigorij Kotovszkij (1910)
- AA Litkens (1908-09)
- Grigorij Ioszifovics Matyiasvili (1915–16)

## Bibliográfia
- Гернет М. Н. История царской тюрьмы, Том  5. Moszkva, 1965, 252–321. o.
- Гернет, Михаил Николаевич, История царской тюрьмы, 3 изд., т. 15, М., 1960-63 г.
- Дворянов В. Н., В сибирской дальней стороне (Очерки истории царской каторги и ссылки, 60-е годы XVIII в. — 1917 г.), Минск, 1971 г.
- Максимов С. В., Сибирь и каторга, 2 изд., ч. 1-3, СПБ, 1891 г.